# Famille Savelli
La famille Savelli (de Sabellis dans les documents d'époque) est une riche et influente famille aristocratique romaine qui connut son apogée au XIIIe siècle, et dont la branche principale s'éteignit avec Giulio Savelli (1626–1712). Catherine de Rambouillet est issue de cette famille par sa mère.

## Origines

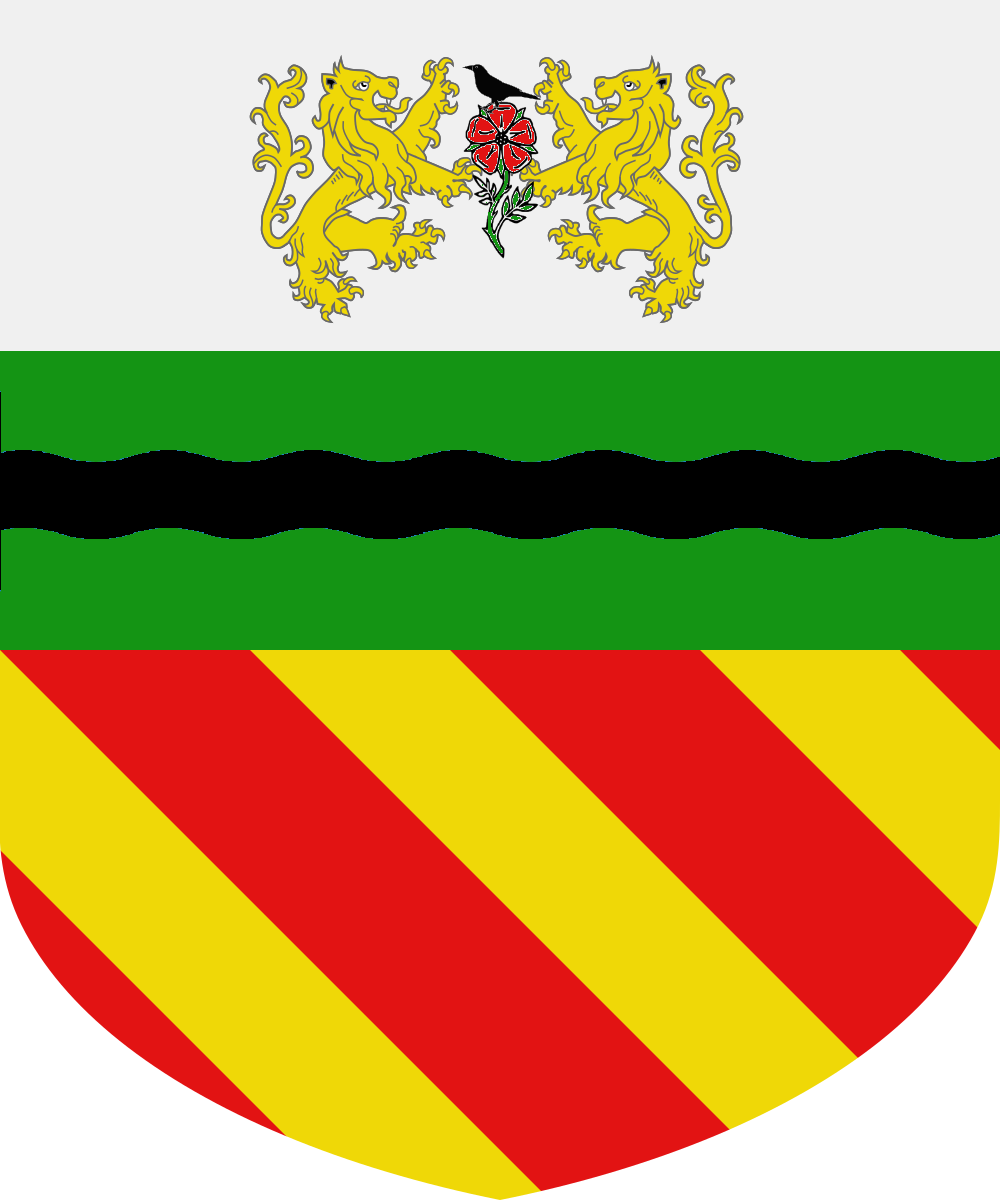
armes des Savelli

Cette famille, qui détenait la seigneurie de Palombara Sabina, tient son nom du château fort de Sabellum, près d'Albe, ancien château des comtes de Tusculum qui le cédèrent aux Savelli. Les traités de généalogie de la Renaissance, tels le manuscrit inédit des « traités des éloges », compilé par Onofrio Panvinio, les rattache au pape Benoît II (ce qui est plausible mais non attesté ailleurs), et même à la gens antique des Sabellius.
Elle a engendré au moins deux papes: Cencio Savelli, couronné sous le nom d'Honorius III (1216–1227) et Giacomo Savelli, dit Honorius IV (1285–1287). Son père, Luca Savelli, est un sénateur romain qui mit à sac le Latran en 1234. Sa décision d'épouser la cause de l'empereur Frédéric II contre le successeur d'Honorius III, Grégoire, a procuré à cette famille de nombreuses terres dans le Latium. Le frère d'Honorius, Pandolfo Savelli, fut podestà de Viterbe en 1275.
Parmi ses membres plus récents, il faut citer les condottieres Silvio et Antonello Savelli. Les Savelli devenus cardinaux sont Giovanni Battista Savelli (nommé in pectore 1471, confirmé en 1480); Giacomo Savelli (1539); Silvio Savelli (1596); Giulio Savelli (1615); Fabrizio Savelli (1647); Paolo Savelli (1664) et Domenico Savelli (1853). Le dernier représentant de cette famille encore présent à Rome fut Giulio Savelli, mort en 1712. Une branche collatérale, les Giannuzzi Savelli (devenus ensuite simplement « Giannuzzi ») sont des descendants d'Antonio Savelli de Rignano, condottiere qui se mit au service du royaume de Naples en 1421. Le titre de princes de Cerenzia a été conservé dans la famille, depuis qu'Ercole Giannuzzi Savelli des barons de Pietramala l'a hérité en 1769 de sa mère Ippolita Rota, dernière princesse. Le patriote républicain Luigi Giannuzzi Savelli, prince de Cerenzia, a été exécuté le 3 avril 1799 sur ordre du cardinal Ruffo, et les fiefs du prince Tommaso Giannuzzi Savelli : Cerenzia, Casino (Castelsilano) Montespinello (Spinello) Belvedere Malapezza et Zinga, ont alors été confisqués.
Dès le XVIIe siècle, les Savelli étaient ruinés. Le pape Clément VIII, par sa « bulle des barons », avait cédé Castel Gandolfo à la Chambre apostolique en hypothèque d'un prêt de 150 000 écus contracté en 1596, puis la famille dut céder Albe et son titre princier en 1650 à Giambattista, fils unique de Camillo Pamphili.

## Personnalités

### Papes

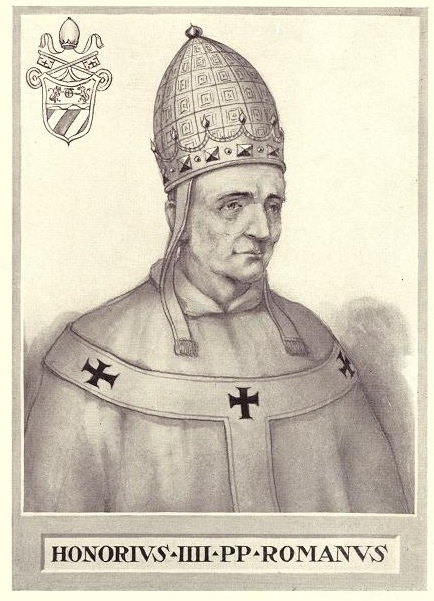
Giacomo Savelli (c1210-87), devenu pape sous le nom d'Honorius IV en 1285.

- Benoît II (684-685)
- Grégoire II (715-731)
- Eugène II (824-827)
- Honorius III (1216–1227)[10]
- Honorius IV (1285–1287)[10]

### Cardinaux
Entre parenthèses l'année de nomination :
- Licinio Savelli (o Sabelli) (c. 1075–first part of 1088)[11]
- Bertrando Savelli (1216)
- Giovanni Battista Savelli (1480)
- Silvio Savelli (1596)
- Giulio Savelli (1615)
- Fabrizio Savelli (1647)
- Paolo Savelli (1664)
- Domenico Savelli (1853)

### Officiers et militaires

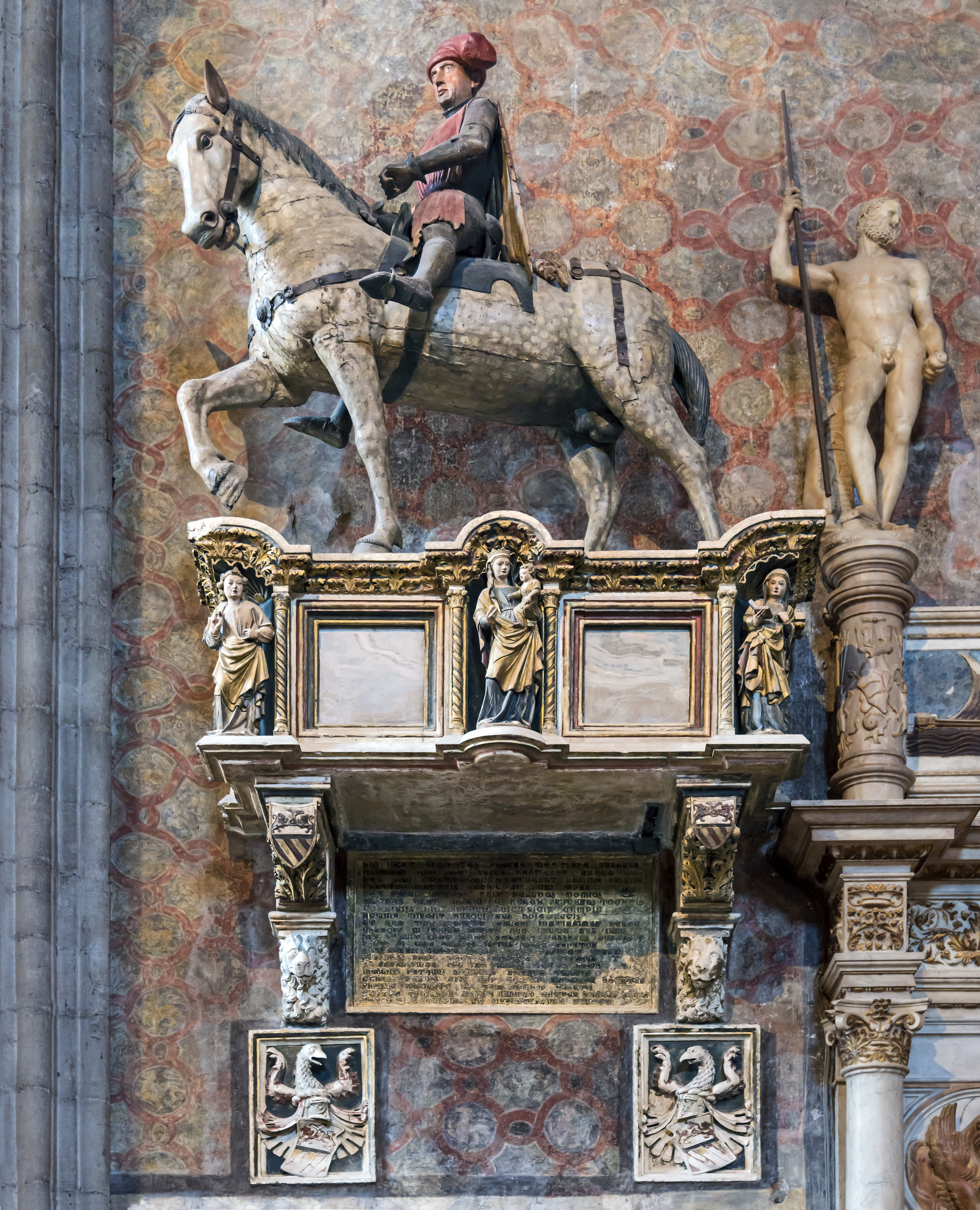
Statue équestre de Paolo Savelli (1350–1405) dans la Basilique Santa Maria Gloriosa dei Frari.

- Jacopo Savelli (...–1355), partisan guelfe
- Luca Savelli (...–1390), partisan guelfe
- Paolo Savelli (1350–1405)
- Evangelista Savelli (...–1462)
- Antonello Savelli (1450–1498)
- Giovanni Savelli (...–1498)
- Cristoforo Savelli (...–1500)
- Ludovico Savelli (...–1500)
- Onorio Savelli (...–1500)
- Troiano Savelli (...–1510)
- Mariano Savelli (...–1515)
- Paolo Savelli (...–1515)
- Battista Savelli (...–1513)
- Silvio Savelli (...–1515)
- Luca Savelli (...–1515)
- Antonio Savelli (...–1522)
- Jacopo Savelli (...–1525)
- Giovan Battista Savelli (1505–1551)
- Davide Savelli (...–1522)

### Sénateurs de Rome
- Luca Savelli (1266 et 1290), petit-fils de Cencio (devenu pape sous le nom d'Honorius III)
- Pandolfo Savelli (1287), frère de Giacomo (devenu pape sous le nom d'Honorius IV).